# Schizotetranychus hindustanicus
Schizotetranychus hindustanicus är en spindeldjursart som först beskrevs av Hirst 1924.  Schizotetranychus hindustanicus ingår i släktet Schizotetranychus och familjen Tetranychidae. Inga underarter finns listade i Catalogue of Life.